# Brink’s
Brink's (Eigenbezeichnung: The Brink's Company) ist ein weltweit operierendes Dienstleistungsunternehmen mit Hauptsitz in Henrico (Virginia – USA). Das Kerngeschäft der Gesellschaft bilden Sicherheitsdienste und Werttransporte. Das Unternehmen erzielte im Jahr 2011 einen Umsatz von 3,9 Mrd. Euro mit Niederlassungen in mehr als 50 Ländern und beschäftigte annähernd 71.000 Mitarbeiter. Die Anteile der Aktiengesellschaft werden seit 1930 bei der New York Stock Exchange gehandelt.
In Nordamerika wird Brink's im Volksmund auch als Synonym für gepanzerte Nutzfahrzeuge verwendet, die als Werttransporter eingesetzt werden.

## Geschichte
Die Firma wurde 1859 von Perry und Fidelia Brink gegründet. Im Jahre 1891 wurde der erste Werttransport durchgeführt und 1927 stellte das Unternehmen sein erstes vollgepanzertes Transportfahrzeug in Dienst. 1962 erwarb die Pittston Company alle Anteile an der Gesellschaft und führte sie als Tochtergesellschaft weiter. Im Zuge einer firmeninternen Umstrukturierung wurde Brink's 1995 in Pittston Brink Group umbenannt und 2003 erfolgte die Umfirmierung der bisherigen Pittston Holding in Brink's Company.
Am 31. Januar 2006 wurde die Tochtergesellschaft BAX Global für 1,1 Milliarden US-$ an die Deutsche Bahn verkauft. 2008 lagerte Brink's seinen Sicherheitsdienst für Privathaushalte in die eigenständige Tochtergesellschaft Broadview Security aus, die im Mai 2010 für 2 Milliarden US-$ von der ADT Corporation, einer Tochter der Tyco International, übernommen wurde.
In Deutschland ist die Gesellschaft seit 1973 als Brink's-Schenker GmbH in Frankfurt ansässig. 1981 folgte der Kauf der Security Express Sicherheitsdienste GmbH, die zunächst unter dem Namen Brink's-Schenker GmbH Hamburg firmierten. Mit der Gründung des Bewachungsunternehmens Brink's-Schenker Guard GmbH wurde 1985 die Erweiterung des Dienstleistungsspektrums vorangetrieben. 1994 erfolgte die Umfirmierung der Gesellschaft in Brink's Sicherheit GmbH und 1998 die Umbenennung der Brink's-Schenker GmbH in Brink's Deutschland GmbH.
Am 1. Februar 2013 wurde bekannt, dass der deutsche Geschäftsbereich „Geld- und Wertdienste“ von der Firma Prosegur übernommen werden soll. Die Übernahme der Brink's Deutschland GmbH fand nach der Zustimmung des Kartellamts am 9. Dezember 2014 statt. Brink's ist in Deutschland nun noch mit der Brink's Sicherheit GmbH sowie mit den Gesellschaften Global Services und Pan European Transport aktiv.

## Geschäftsfelder

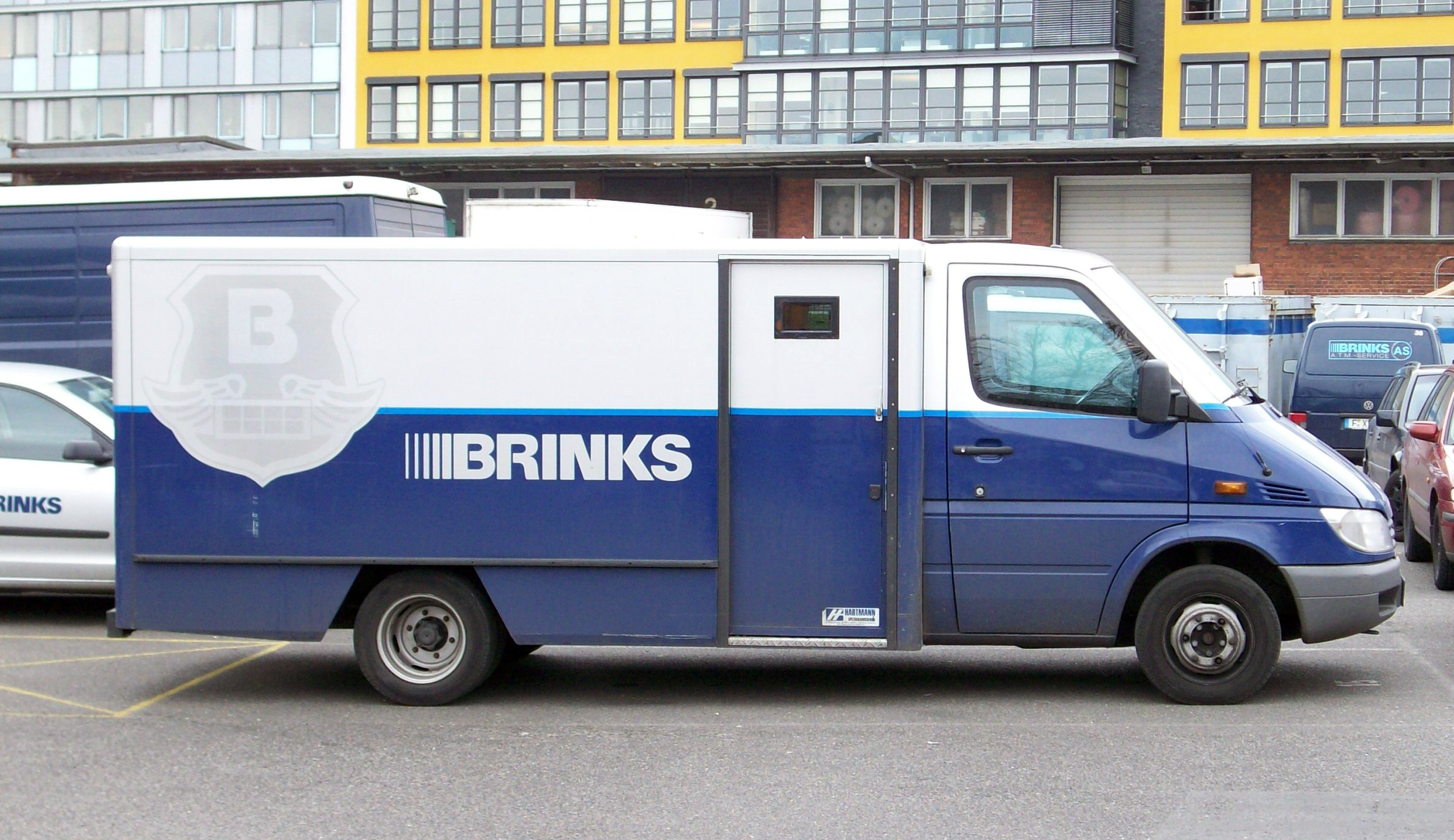
Geldtransporter von Brink’s in Hamburg

Brink's ist Anbieter von Sicherheitsdienstleistungen für staatliche Einrichtungen und gewerbliche Kunden. Hauptgeschäftsfelder sind der Geldtransport für Banken und Einzelhändler, der Wach- und Objektschutz für Flug- und Schifffahrtshäfen sowie andere potentiell gefährdete Einrichtungen und der weltweite Werttransport für Juweliere und Minengesellschaften.

## Zwischenfälle
Die Filialen sowie die Geld- und Werttransporte von Brink’s waren in der Vergangenheit oftmals das Ziel räuberischer Angriffe.
Bei einem Überfall in der Nacht des 17. Januar 1950 auf ein Brink’s-Gebäude in Boston konnten elf Männer Bargeld von über einer Million Dollar erbeuten. Obwohl die Täter später verhaftet wurden, konnte nur ein Bruchteil der Beute sichergestellt werden. Das Ereignis wurde im Jahr 1978 als Das große Dings bei Brinks mit Peter Falk in der Hauptrolle verfilmt.
Bei einem versuchten Raubüberfall auf einen Panzerwagen von Brink’s wurden am 20. Oktober 1981 zwei Polizisten und ein Wachmann von Brink’s getötet.
Am 26. November 1983 fand ein bewaffneter Raubüberfall auf ein Lager von Brink’s nahe dem Flughafen Heathrow statt, bei dem drei Tonnen Goldbarren im Wert von 26 Millionen Euro entwendet wurden.
Der fünftgrößte Raub in der amerikanischen Geschichte fand 1993 mit dem Überfall auf ein Fahrzeugdepot von Brink’s in Rochester statt, als vier Männer 7,4 Millionen Dollar erbeuten konnten. An dem Raub beteiligt war der spätere Kriminalschriftsteller Sam Millar.
Bei einem Überfall am Abend des 18. Februar 2013 auf einen Brink’s-Transport am Flughafen von Brüssel konnten die Täter Diamanten im Wert von 50 Millionen Dollar erbeuten.